# Ворона австралійська
Ворона австралійська (Corvus orru) — вид горобцеподібних птахів роду крук (Corvus) родини воронових (Corvidae).

## Поширення
Вид поширений у тропічному поясі в Північній Австралії, існують також ізольовані популяції на Новій Гвінеї, Молуккських островах та на острові Нова Британія.

## Опис
Вид сягає 55-50 см завдовжки, вага — до 1,5 кг, схожий на чорну ворону, але має довші ноги та товстіший дзьоб.

## Спосіб життя
У більшості районів ворона австралійська веде осілий спосіб життя. Поширений у різних біотопах: тропічних та помірних лісах, саванах, степах, легко пристосувався до урбаністичних умов.

### Розмноження
Гнізда птахи влаштовують у верхніх частинах крон високих дерев на головному стовбурі або в розвилках основних гілок крони. Будують гніздо обидва птахи пари з гілок, зібраних на землі або зламаних на дереві, вистилають його лубовими волокнами, шерстю. Кладка складається з 4-5 яєць блідо-зеленуватою або сіро-зеленуватого забарвлення з оливково-коричневими крапками, цятками, мазками. Розміри яєць 42,0-51,7 х 28,9-33,2 мм.

## Харчування
Як і воронові, ворона австралійська всеїдна. Може споживати рибу, мертвечину, яйця птахів і крокодилів, гризунів, харчові відходи людей, фрукти і комах. Вона легко пристосовується і розумна, як і його родичі з Північної Америки, Європи, Африки та Азії. Ворона австралійська навчилася вбивати і поїдати інтродукованих отруйних жаб ага, не отруюючись (він перевертає її на спину і завдає смертельний удар своїм дзьобом). Також ця ворона скльовує паразитів зі шкури австралійського бантенга (цей симбіоз розвивався 150 років).